# Латдорф
Латдорф (нем. Latdorf) — деревня в Германии, в земле Саксония-Анхальт.
Входит в состав города Нинбург района Зальцланд. Население составляет 760 человек (на 31 декабря 2006 года). Занимает площадь 9,16 км².
Впервые упоминается в 1144 году как Латторп.
Ранее населённый пункт имел статус общины (коммуны). 1 января 2010 года община Латдорф вошла в состав города Нинбург.

## Достопримечательности
- Памятник жертвам Первой мировой войны.
- Церковь, построенная в 1742 году.